# Hemisus guttatus
Espèce
Synonymes
- Engystoma guttatum Rapp, 1842

Statut de conservation UICN

 NT B2ab(ii,iii,iv) : Quasi menacé
Hemisus guttatus est une espèce d'amphibiens de la famille des Hemisotidae.

## Répartition
Cette espèce est endémique d'Afrique du Sud. Elle se rencontre dans le sud de la province du Mpumalanga et dans le centre et l'est de la province du KwaZulu-Natal du niveau de la mer jusqu'à plus de 1 000 m d'altitude dans les monts Lebombo.
Sa présence est incertaine au Swaziland.

## Description
Les femelles jusqu'à 80 mm.

## Publication originale
- Rapp, 1842 : Neue Batrachier. Archiv für Naturgeschichte, vol. 8, no 1, p. 289–291 (texte intégral).